# Invexans
Invexans S.A. är ett chilenskt investmentföretag, som är noterat på New York Stock Exchange. Det är inriktat på kabelindustri genom att vara största aktieägare i franska Nexans S.A., som är noterat på Parisbörsen.
Invexas grundades 1944 av bröderna Simonetti och Chiles statliga investmentbolag Corfo (Corporación de Fomento de la Procucción) som Madeco S.A. (Manufacturas de Cobre) för att vidareförädla produkter av koppar. Från 1983 ägs aktiemajoriteten i Madeco av Luksic Group. År 2008 köpte franska Nexans S.A Madecos produktionsanläggningar i Chile, Argentina, Peru, Brasilien och Colombia mot en betydande aktiepost i Nexans. 
År 2011 sålde Madeco dotterbolaget Armat S.A. till schweiziska Amera International AG. År 2013 avknoppade Madeco investmentbolaget Invexans för att i första hand hantera aktieinnehavet i Nexans. 
År 2014 ökade Invexans sin ägarandel i Nexans till 29 procent. Invexans kontrolleras av Luksic Group, som leds av Andrónico Luksic Craig (född 1954), genom det chilenska konglomeratet Quiñenco S.A.